# Марийский язык
Мари́йский язы́к (самоназвание — марий йылме) — государственный язык Марий Эл, один из финно-угорских языков; принадлежит к финно-пермской ветви (наряду с прибалтийско-финскими, саамскими, мордовскими, удмуртским и коми языками), марийской группе этих языков.
Распространён среди марийцев — главным образом, в Республике Марий Эл и Башкортостане. Устаревшее название — «черемисский язык» (от устаревшего наименования марийцев — «черемисы»). Помимо Марий Эл, распространён также в бассейне реки Вятки и восточнее, до Урала.

## Диалектология
В (лугововосточном) марийском языке выделяют несколько диалектов и говоров: луговой, распространённый исключительно на луговом берегу (у Йошкар-Олы), а также примыкающие к луговому так называемые восточные (уральские) говоры (в Башкирии, Свердловской области, Удмуртии и других). Отдельно выделяются горномарийский язык, распространённый преимущественно на горном правом берегу Волги (около Козьмодемьянска) и отчасти на луговом левом её берегу — на западе Марий Эл, а также северо-западный марийский язык, на котором разговаривают в Нижегородской области и некоторых районах Кировской области.
Согласно Конституции Республики Марий Эл, марийский язык (горный и луговой), наряду с русским языком, является одним из государственных языков Республики Марий Эл.

## Численность носителей
| Федеральный округ/Субъект РФ | Численность носителей в 2002 году (% от общей численности) |
| ---------------------------- | ---------------------------------------------------------- |
| Приволжский ФО, в том числе: | 413 209 (91,6 %)                                           |
| Марий Эл                     | 254 108 (56,3 %)                                           |
| Башкортостан                 | 95 405 (21,2 %)                                            |
| Татарстан                    | 15 435 (3,4 %)                                             |
| Кировская область            | 28 161 (6,2 %)                                             |
| Удмуртия                     | 6 981 (1,6 %)                                              |
| Уральский ФО, в том числе:   | 21 818 (4,8 %)                                             |
| Свердловская область         | 14 770 (3,2 %)                                             |
| Южный ФО                     | 4 942 (1,1 %)                                              |
| Сибирский ФО                 | 4 016 (0,9 %)                                              |
| Центральный ФО               | 3 295 (0,7 %)                                              |
| Северо-Западный ФО           | 2 783 (0,6 %)                                              |
| Дальневосточный ФО           | 970 (0,2 %)                                                |
| ВСЕГО                        | 451 033 (100 %)                                            |

## История марийского языка
История марийского языка сравнительно малоизвестна. Достоверно известно лишь то, что он сформировался в Поволжье. Наиболее вероятной территорией, откуда в средние века распространились марийские диалекты, является правобережье Волги между Сурой и Цивилью и нижнее течение Ветлуги на левом берегу Волги. Некоторую опору в деле установления хронологических дат дают заимствования. Так, можно утверждать, что переход старого /с/ в /ш/ произошёл в марийском языке позднее начала татарского влияния, то есть не раньше XIII века.

## Письменность
Марийская письменность на основе кириллицы возникла во второй половине XVIII века. Нынешний алфавит (с некоторыми изменениями) используется с 1870-х годов.
На марийском языке выходят журналы «Ончыко» («Вперёд»), «Пачемыш» («Оса»), «Шум-чӧн изолык» («Поляна нашего сердца»); газеты «Кугарня» («Пятница»), «Марий Эл», «Чолман» («Кама») и «Морко мланде» («Моркинская земля»).
Луговомарийский алфавит:
| А а | Б б | В в | Г г | Д д | Е е | Ё ё | Ж ж | З з | И и | Й й | К к |
| Л л | М м | Н н | Ҥ ҥ | О о | Ӧ ӧ | П п | Р р | С с | Т т | У у | Ӱ ӱ |
| Ф ф | Х х | Ц ц | Ч ч | Ш ш | Щ щ | Ъ ъ | Ы ы | Ь ь | Э э | Ю ю | Я я |

Горномарийский алфавит:
| А а | Ӓ ӓ | Б б | В в | Г г | Д д | Е е | Ё ё | Ж ж | З з | И и | Й й | К к |
| Л л | М м | Н н | О о | Ӧ ӧ | П п | Р р | С с | Т т | У у | Ӱ ӱ | Ф ф | Х х |
| Ц ц | Ч ч | Ш ш | Щ щ | Ъ ъ | Ы ы | Ӹ ӹ | Ь ь | Э э | Ю ю | Я я |     |     |

## Лингвистическая характеристика

### Фонетика
В настоящее время литературные марийские языки (горномарийский и луговомарийский) пользуются письмом, построенным на основе так называемой русской гражданской азбуки. Построение письма рационально, принцип его — фонетический. Состав буквенных знаков следующий:
1. Гласные: а, о, у, ӧ, ӱ, э, и, а также ы̆ и (горн.) ӹ;
ӧ, ӱ — передние гласные, соответствующие задним о, у;
ы̆ — редуцированный (ослабленный) задний гласный;
ӹ — редуцированный (ослабленный) передний гласный;
й — гласный в функции согласного (неслоговой).
2. Согласные:

|                    | Заднеяз. | Переднеяз.  | Губные |
| ------------------ | -------- | ----------- | ------ |
| Взрыв. звонк.      | г        | д           | б      |
| « глух.            | к        | т           | п      |
| Длит. звонк.       | —        | з ж         | в      |
| » глух.            |          | с ш         |        |
| Взрыв.-длит. глух. | —        | ц (горн.) ч |        |
| Л-овые             |          | л ль        |        |
| Р-овые             |          | р           |        |
| Носовые            | Н        | н нь        | м      |

Согласные «г» и «д» в большинстве положений произносятся с ослабленным взрывом, так что многие исследователи принимают их в большинстве положений за долгие согласные (что неверно); иногда с ослабленным взрывом произносятся и другие взрывные согласные, «в» произносится как губно-губной длительный звонкий согласный; «л» — так называемое «среднее» («европейское»), имеющееся также в немецком и польском языках.

#### Сингармонизм
По своему фонетическому строю марийский язык весьма своеобразен, и в этом отношении он резко отличается от других финно-угорских языков. И гласные, и согласные подчиняются сингармонизму. Особенно полно развит сингармонизм в горном наречии.
Если в каком-либо слоге имеются а, о, у или ы̆, то в последующих слогах выступают кроме э и и только а, о, у или ы̆; если же в каком-либо слоге имеются ӧ, ӱ или ӹ, то в последующих слогах выступают кроме э и и только ӧ, ӱ или ӹ. В слогах с ӧ, ӱ, ӹ, а также э и и согласные (кроме ль и нь, которые всегда мягки) звучат полумягко. В луговом наречии сингармонизм действует несколько более ограниченно.

### Морфология
Марийский — агглютинативный язык с весьма развитым склонением существительных (одиннадцать падежей, два числа, семь форм притяжательности и сравнительно слабо развитым спряжением (шесть лиц-чисел, небольшое число времён и наклонений). Относительно небольшое число падежей компенсируется использованием послелогов. Как и в других финно-угорских языках, в марийском полностью отсутствует категория рода.
Словообразование построено на словосложении и суффиксации.
В области синтаксиса характерны отсутствие согласования, кроме согласования глагола с существительным в лице и числе, и употребление отрицательного глагола, при котором знаменательный глагол заменяется особыми отглагольными восполнительными формами.

#### Числительные
Количественные числительные в марийском языке имеют краткую и полную форму.
| Язык                      | 1                      | 2                   | 3          | 4          | 5                | 6          | 7          | 8                   | 9                 | 10       | 11                        | 20         |
| ------------------------- | ---------------------- | ------------------- | ---------- | ---------- | ---------------- | ---------- | ---------- | ------------------- | ----------------- | -------- | ------------------------- | ---------- |
| Луговомарийский           | Ик, и́кте (и́кыт, и́ктыт) | Кок, ко́кыт (ко́ктыт) | Кум, ку́мыт | Ныл, ны́лыт | Виз (вич), ви́зыт | Куд, ку́дыт | Шым, шы́мыт | Канда́ш, канда́ше     | Инде́ш, инде́ше     | Лу       | Лати́к, лати́кыт            | Ко́ло       |
| Северо-западный марийский | Ик, и́ктӹ (и́ктӹт)       | Кок, ко́ктыт         | Көм, кө́мөт | Нӹл, нӹ́лӹт | Вӹц, вӹ́зӹт       | Көт, кө́дыт | Шӹм, шӹ́мӹт | Кӓнтӓ́ҥӹш, кӓнтӓ́ҥӹшӹ | Инти́ҥӹш, инти́ҥӹшӹ | Лу       | Лати́к, лати́ктӹ (латиктӹт) | Ко́ло       |
| Горномарийский            | Ик, икты               | Кок, кокты          | Кым, кымыт | Нӹл, нӹлыт | Вӹц, вӹзыт       | Куд, кудыт | Шӹм, шӹмыт | Кӓндакш, кӓндакшы   | Ӹндекш, ӹндекшы   | Лу       | Луатик, луатикты          | Коклы      |
| Язык                      | 30                     | 40                  | 50         | 60         | 70               | 80         | 90         | 100                 | 1000              | 10000    | 1000000                   | 1000000000 |
| Луговомарийский           | Ку́мло                  | Ны́лле               | Ви́тле      | Ку́дло      | Шы́мле            | Кандашле   | Индешле    | Шӱдӧ                | Тӱжем             | Тӱмем    | Амион                     | Камысыр    |
| Северо-западный марийский | Ку́мло                  | Нӹ́лдӹ               | Вӹ́тьльӹ    | Ку́тло      | Шӹ́млу            | Кӓнтӓҥӹшлу | Интиҥӹшлу  | Шӱдӧ                | Тишӹ              | —        | —                         | —          |
| Горномарийский            | Кымлы                  | Нӹллы               | Вӹцлы      | Кудлу      | Шӹмлу            | Кӓндакшлу  | Ӹндекшлу   | Шӱды                | Тӹжем             | Лу тӹжем | Миллион                   | Миллиард   |

### Местоимения
| Язык            | Язык           | Язык                      | Язык           |
| Луговомарийский | Горномарийский | Северо-западный марийский | Русский        |
| --------------- | -------------- | ------------------------- | -------------- |
| Мый             | Мӹнь           | Мӹнь                      | «Я»            |
| Тый             | Тӹнь           | Тӹнь                      | «Ты»           |
| Тудо            | Тӹды           | Тӫдӧ                      | «Он, она, оно» |
| Ме              | Мӓ             | Ме                        | «Мы»           |
| Те              | Тӓ             | Те                        | «Вы»           |
| Нуно            | Нӹны           | Нӫнӧ                      | «Они»          |

### Лексика

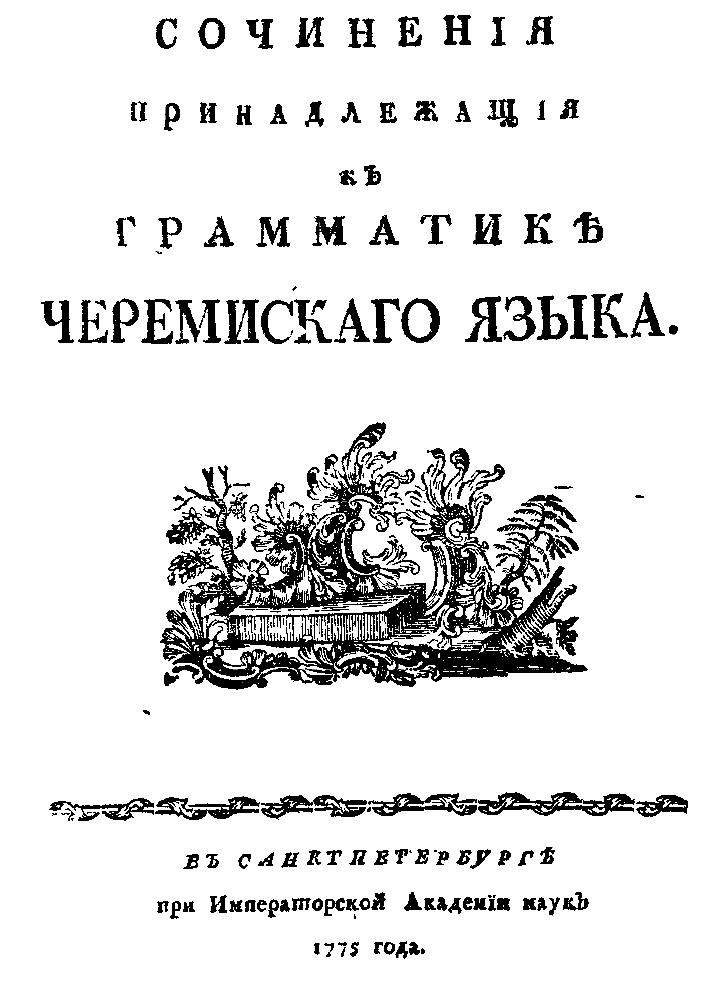
Титульный лист первой марийской грамматики (1775)

В словаре современного марийского языка обычно устанавливают много наслоений. На время до н. э. падают заимствования из речи ариев юго-восточной Европы. На время с VII века падают заимствования из речи волжских булгар; число этих заимствований очень велико. Причина проникновения в марийский язык такого числа волжско-булгарских заимствований заключается в том, что марийцы в течение многих веков жили в сфере напряжённого экономического, политического и культурного воздействия волжских булгар.
В более позднее время были заимствованы слова из татарского и русского языков.

## История изучения
Первые записи связного текста на марийском языке появляются в XVII веке. Голландский политик и картограф Николаас Витсен в своей книге «Северная и Восточная Тартария» (второе издание 1705 года) поместил текст молитвы «Отче наш» на марийском языке, записанный во время посещения им России в 1664—1667 годах.
Первые исследования марийского языка появляются в начале XVIII века.
Первая грамматика горного наречия — «Черемисская грамматика» (Казань, 1837, без имени автора). Первая грамматика лугового наречия — «Сочинения, принадлежащие к грамматике черемисского языка» (СПб, 1775, архиепископа Вениамина Пуцека-Григоровича). В дальнейшем изучение марийского языка ведётся русскими, финскими и венгерскими учёными. В советское время изучением марийского языка занимались, в основном, марийские учёные.
На сегодняшний день марийский язык ещё не достаточно изучен. В настоящее время существует два в достаточной мере оформленных литературных марийских языка: марийский луговой и марийский горный. Некоторые вопросы строительства этих литературных языков до сих пор не являются вполне разрешёнными. Не вполне благополучно обстоит, например, дело со словарём реконструктивного периода.

## В культуре
В 2012 году вышел в прокат российский фильм «Небесные жёны луговых мари», полностью снятый на марийском языке.